# Stazione di Nishi-Urawa
La stazione di Nishi-Urawa (西浦和駅?, Nishi-Urawa-eki) è una stazione ferroviaria situata della città di Saitama nella prefettura omonima, ed è servita dalla linea Musashino della JR East.

## Servizi ferroviari
East Japan Railway Company
■ Linea Musashino

## Struttura
La stazione è dotata di due marciapiedi laterali serventi due binari su viadotto. Essendo presenti altri due binari esterni usati dal traffico merci, quelli per il traffico passeggeri sono denominati 2 e 3.
| 2 | ■ Linea Musashino | per Nishi-Kokubunji e Fuchū-Hommachi              |
| 3 | ■ Linea Musashino | per Musashi-Urawa, Shin-Matsudo e Nishi-Funabashi |

## Stazioni adiacenti
| «                            | Servizio        | »               |
| Linea Musashino              | Linea Musashino | Linea Musashino |
| ---------------------------- | --------------- | --------------- |
| Kita-Asaka                   | Locale          | Musashi-Urawa   |
| Il treno Musashino non ferma |                 |                 |